# Rainbow Takeaway
Rainbow Takeaway è l'ottavo album in studio del cantautore britannico Kevin Ayers, pubblicato nel 1978.

## Tracce
1. Blaming It All on Love
2. Ballad of a Salesman Who Sold Himself
3. A View from the Mountain
4. Rainbow Takeaway
5. Waltz for You
6. Beware of the Dog II
7. Strange Song
8. Goodnight Goodnight
9. Hat Song